# Hanne Fabricius
Hanne Fabricius (født 1958) er en dansk arkæolog, foredragsholder, forfatter, forlægger i Forlaget Tyra. Hun har også medvirket i filmen Adam Hart i Sahara fra 1990 og forsøgte i 1980'erne at få en karriere inden for teater og film.
Hun var tilknyttet Københavns Bymuseum i perioden. 1984-1997. Fabricius er uddannet i forhistorisk arkæologi fra Københavns Universitet i 1997, og har påbegyndt en ph.d., som dog aldrig er blevet færdiggjort.
I 2010 udkom hendes første skønlitterærere bog, Øgledronningens forbandelse, der var den første i fantasyserien Tidsdetektiverne, der omhandler to unge mennesker, der undersøger mysterier i forskellige tidsperioder. Bog nummer to, Soltemplets Hemmelighed, udkom i 2011.
Siden 2014 har hun været olderkvinde i Københavns Byvandrerlaug.
Hun har været en af de faste deltagere i Historiequizzen siden fjerde sæson, som blev sendt i 2015. Quizzen har Adrian Hughes som vært, og blandt de andre deltagere er historikerne Kåre Johannessen og Cecilie Nielsen.

### Historiebøger
- Gader og mennesker i middelalderens & renæssancens København - Indenfor Middelaldervolden (2006, Aschehougs Forlag) ISBN 87-11-22745-1
- Gader og mennesker i middelalderens & renæssancens København - Indenfor Middelaldervolden, 2. oplæg (2017, Forlaget TYRA) ISBN 978-87-99774-45-6 (Bogen er nyrevideret og opdateret med resultaterne fra de seneste arkæologiske Metroudgravninger fra bl.a. Rådhuspladsen og Kongens Nytorv.)
- Gader og mennesker i middelalderens & renæssancens København - Slotsholmen, Bremerholm og Ny-København, (2007, Aschehougs Forlag) ISBN 9788711314784, genudgivet som e-bog i 2017 Arkiveret 21. maj 2023 hos  Wayback Machine på Forlaget TYRA
- København - Byen bag voldene. Historien gennem 1000 år i serien: "Ind i historien", skolebog til 6.-7. klasse (2009, Alinea) ISBN 978-87-23030-53-5
- Istedgade: porten til Vesterbro (2013, Sohns Forlag) ISBN 978-87-997744-0-1, genudgivet som e-bog i 2014 Arkiveret 21. maj 2023 hos  Wayback Machine på Forlaget TYRA
- Københavns forunderlige historie. Liv, lyst og lort fra oldtid til nutid. (2021, Turbine Forlaget) ISBN 978-87-40672-33-6

### Skønlitteratur for børn
- Øgledronningens forbandelse, Tidsdetektiverne Bind 1 (2010, Forlaget Torgard) ISBN 978-87-922862-1-5
- Soltemplets Hemmelighed, Tidsdetektiverne Bind 2 (2018, Forlaget TYRA) ISBN 978-87-922863-5-2

## Filmografi
- 1990 Adam Hart i Sahara som Myra